# Benjamin Rosenbohm
Benjamin Rosenbohm (født 3. juni 2002 i Berlin) er en dansk sanger, som kom på andenpladsen bagefter Kristian Kjærlund ved det danske X Factor 2019
Han deltog i Dansk Melodi Grand Prix 2020 sammen med Tanne Amanda Balcells under navnet Ben & Tan med sangen "Yes". De vandt konkurrencen med 61% procent af stemmerne, og skulle have repræsenteret Danmark ved det aflyste Eurovision Song Contest 2020 i Holland på grund af coronavirussen.

## Diskografi
- "Worth a Broken Heart"
- "Yes"